# Skolekokonidium

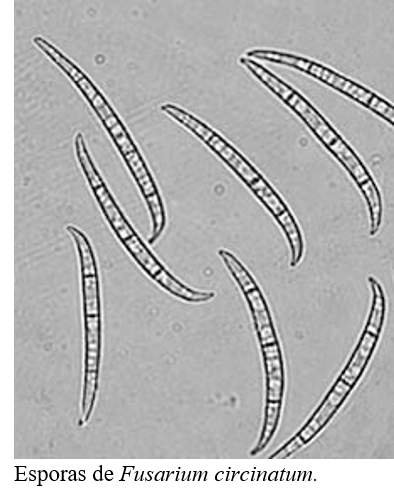
Skolekokonidia u Fusarium circinatum

Skolekokonidium – jedno- lub wielokomórkowy zarodnik konidialny charakteryzujący się długim, nitkowatym kształtem, u którego stosunek długości do szerokości jest większy od 1:15 (zarodniki o mniejszym stosunku długości do szerokości to amerokonidia lub didymokonidia). Skolekokonidia mogą być proste, lub wygięte, jeśli są wygięte, to nie więcej, niż o 180° (zarodniki o bardziej wygiętej osi to helikokonidia). Morfologia skolekokonidiów ma znaczenie przy mikroskopowej identyfikacji niektórych gatunków grzybów. Bierze się pod uwagę m.in. stosunek ich długości do szerokości, liczbę komórek, kształt (proste, łukowate, kiełbaskowate) i budowę końców (np. zaokrąglone, ostre)
Skolekokonidium to jeden z siedmiu typów konidiów wyróżnionych przez Pier Andrea Saccardo. Podjął on próbę klasyfikacji zarodników w oparciu o ich cechy morfologiczne. Zarodniki typu skolekokonidium występują np. u gatunków należących do rodzajów Septoria, Fusarium, Geoglossum.

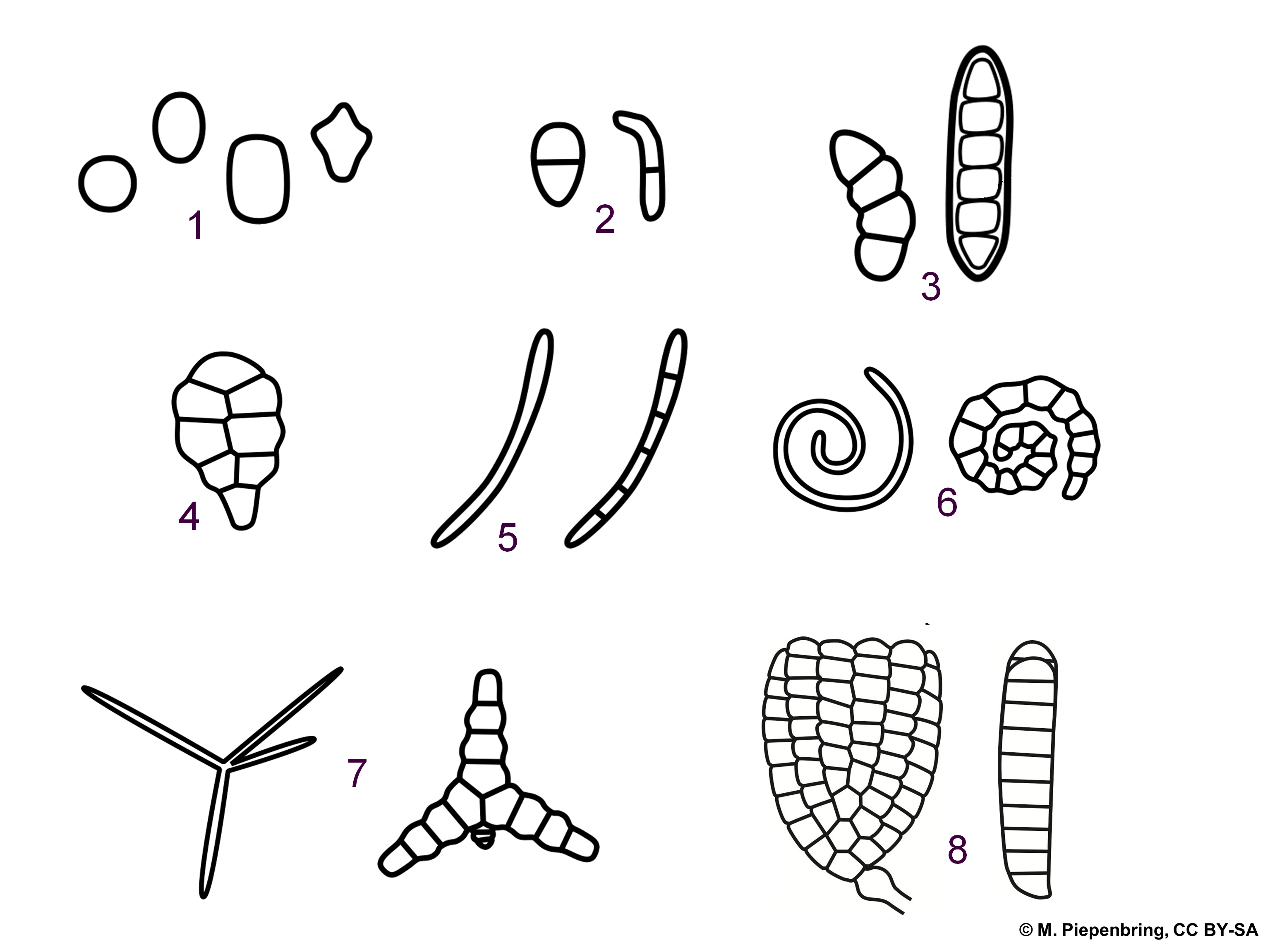
Typy konidiów wg P. A. Saccardo: 1 – amerokonidia, 2 – didymokonidia, 3 – fragmokonidia, 4 – diktiokonidia, 5 – skolekokonidia, 6 – helikokonidia, 7,8 – staurokonidia